# Danielle Monteiro
Dani Monteiro (Pernambuco, 26 de agosto de 1975)  é uma apresentadora de televisão brasileira.

## Biografia
Nascida no dia 26 de gosto de 1975, na cidade de Recife no estado de Pernambuco. Aos 16 anos em 1991 Dani Monteiro começou a trabalhar como manequim e modelo. Participou de varias campanhas publicitárias e desfiles de moda, no estado de Pernambuco, Paraíba e São Paulo, onde chegou a morar por alguns anos. 
Em 2004, começou a sua trajetoria na televisão paraibana apresentando o guia eleitoral do candidato a prefeito, o que se repetiu nos outros anos eleitorais seguintes, todos vitoriosos.
A apresentadora começou sua carreira na TV Tambaú em 2005 e comandou o programa Feminíssima programa de entretenimento diário, na afiliada do sbt/Paraíba até 2007. Apresentou de 2007 a 2018 o programa Interativo na TV Jornal. afiliada do sbt/PE, programa de entretenimento diário, ao vivo, que ficou no ar por 12 anos. Onde ficou conhecida pelo bordão "Chama todo mundo meu povo, o interativo esta no ar".
Em 2021 Dani comandou o NA BERLINDA COM DANI MONTEIRO, um podcast que tratava de vários assuntos da atualidade, e contava com a participação de vários artistas, era transmitido todas as quinta-feira no seu canal do youtube.
Dani é mãe de Vahalla, Raira e Lorenzo.

## Carreira
| Televisão | Televisão   | Televisão | Televisão |
| Ano       | Título      | Emissora  |           |
| --------- | ----------- | --------- | --------- |
| 2005      | Feminíssima | TV Tambaú |           |
| 2007–2018 | Interativo  | TV Jornal |           |
| 2021      | Na Berlinda | YouTube   |           |